# Generałowie zakonu paulinów
Generałowie zakonu paulinów – lista przełożonych generalnych Zakonu Świętego Pawła Pierwszego Pustelnika (paulinów). Funkcję tę pełniło dotychczas 86 zakonników, wybieranych od 1319. Pierwszym generałem został o. Wawrzyniec Ostrogoński OSPPE, a obecnym, 86. z kolei jest o. dr Arnold Chrapkowski OSPPE. Władza generała rozciąga się na cały zakon (wszystkie prowincje, klasztory i zakonników). Siedzibą generała jest główny klasztor zakonu na Jasnej Górze w Częstochowie.

## Charakterystyka

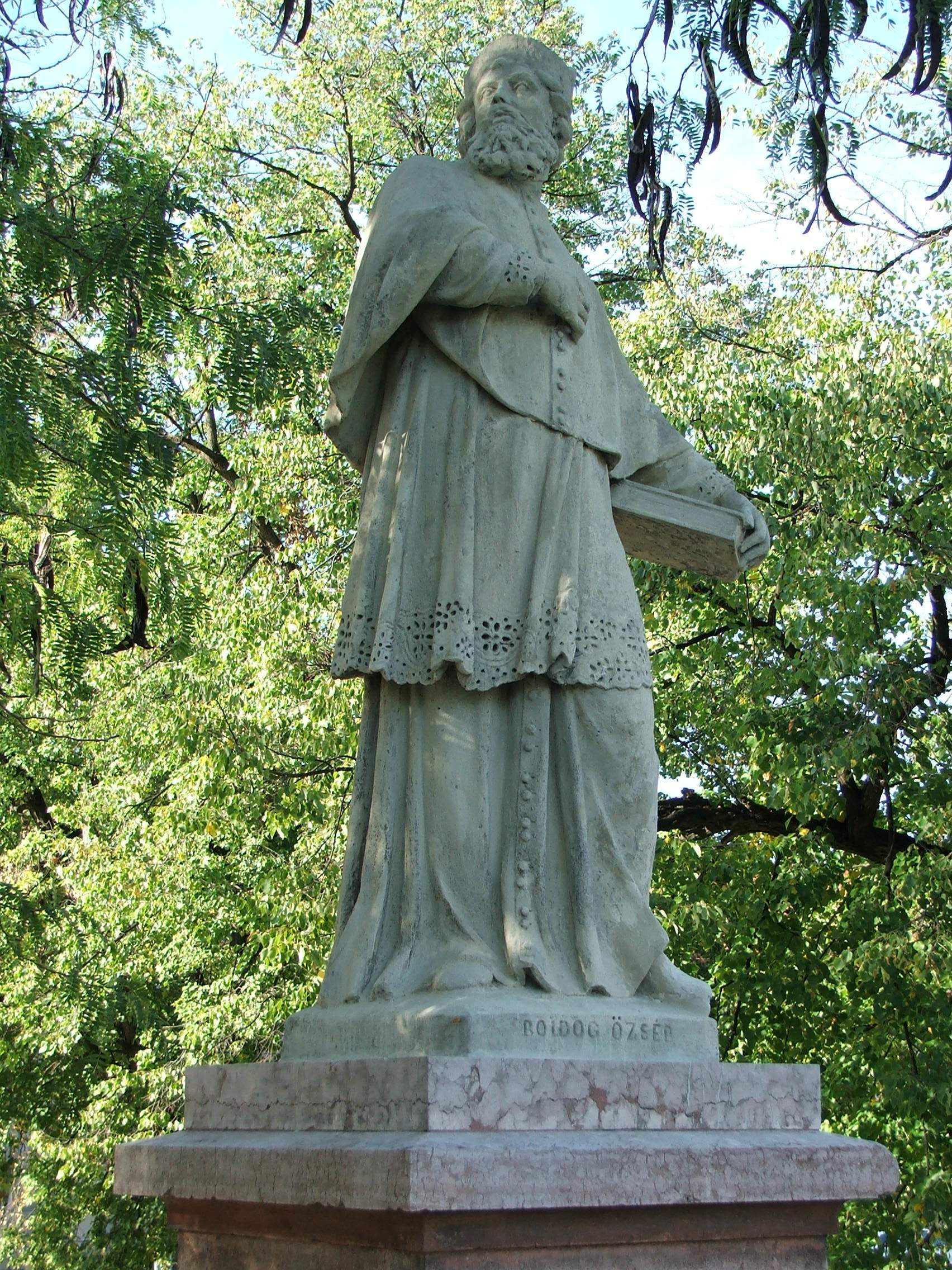
Pomnik bł. Euzebiusza (założyciela i pierwszego prowincjała paulinów) przy placu Szent István w Ostrzyhomiu

Pierwsi przełożeni tworzącego się zakonu św. Pawła Pierwszego Pustelnika nazywani byli „prowincjałami”. Należeli do nich: bł. Euzebiusz z Ostrzyhomia, Benedykt, Stefan i Wawrzyniec Ostrogoński. Kierowali oni pierwotną wspólnotą zakonną dożywotnio, a ich siedzibą był klasztor Świętego Krzyża na górze Pilis (Królestwo Węgier). W 1300 siedzibę najwyższego przełożonego przeniesiono do klasztoru św. Wawrzyńca w pobliżu Budy. Pierwszym generałem zakonu został wybrany dotychczasowy prowincjał o. Wawrzyniec Ostrogoński. Papież Jan XXII w 1319 zatwierdził konstytucje zakonu i przyznał tytuł: generała – najwyższemu przełożonemu całego zakonu, oraz zatwierdził nazwę zakonu jako: „Zakon Braci Świętego Pawła Pierwszego Pustelnika” (łac. Ordo Sancti Pauli Primi Eremitæ). Według historyków zakonu, istniało wówczas około 60 klasztorów, w których przebywało około 900 zakonników.
Urząd pierwszych generałów był dożywotni, chociaż podczas kapituł można się było zrzec tego urzędu (jako pierwszy dokonał tego o. Trystian w 1367). 28 grudnia 1417(dts) papież Marcin V, bullą nakazał, aby wyboru generała dokonywać początkowo tylko w Królestwie Węgier. W 1439 na mocy bulli papieża Eugeniusza IV generał mógł sprawować rządy do 4 lat, a kandydat na ten urząd winien ukończyć 40 lat. Wybierali go na ten urząd przeorowie wszystkich domów zakonnych. Od 1624 wybory generała dokonywane są przez tzw. dyskretów. Następnie w 1640, Stolica Apostolska zadecydowała, aby wybierano generała na okres 6 lat. 
Po kasacie zakonu paulinów na obszarze Królestwa Węgier przez cesarza Józefa II Habsburga, na mocy brewe papieża Piusa VI z 3 grudnia 1784(dts) zakonem na terenie istniejących klasztorów w Królestwie Polskim zarządzał do 1864 wikariusz generalny zwany progenerałem. 
Generał z tzw. definitorium, czyli najwyższą radą zakonną, zwołuje kapituły wyborcze i międzyokresowe. Ponadto osobiście lub przez swego delegata zobowiązany jest co 3 lata wizytować wszystkie prowincje i domy zakonne. Na wypadek ewentualnej śmierci lub rezygnacji z urzędu generała obowiązki przełożonego zakonem przejmuje tymczasowo wikariusz generalny (zastępca generała), który w przeciągu trzech miesięcy ma obowiązek zwołania nadzwyczajnej kapituły wyborczej, celem wyboru nowego generała. Zgodnie z przepisami i tradycją zakonną, wybiera się na ten urząd zwykle najwybitniejszych zakonników, odznaczających się świętością życia, umiłowaniem zakonu, mądrością, wykształceniem i doświadczeniem w kierowaniu wspólnotą.

## Siedziba generała
| Siedziba generała zakonu paulinów |           |                                 |                  |                     |
| Lp.                               | Okres     | Miejsce                         | Miejscowość      | Państwo             |
| 1.                                | 1300–1525 | Klasztor św. Wawrzyńca pod Budą | Buda             | Węgry               |
| 2.                                | 1525–1577 | Klasztor w Elefant              | Horné Lefantovce | Słowacja            |
| 3.                                | 1577–1663 | Klasztor w Lepoglavie           | Lepoglava        | Królestwo Chorwacji |
| 4.                                | 1663–1786 | Klasztor w Maria-Thalu          | Marianka         | Słowacja            |
| 5.                                | od 1786   | Jasna Góra                      | Częstochowa      | Polska              |

## Lista przełożonych generalnych

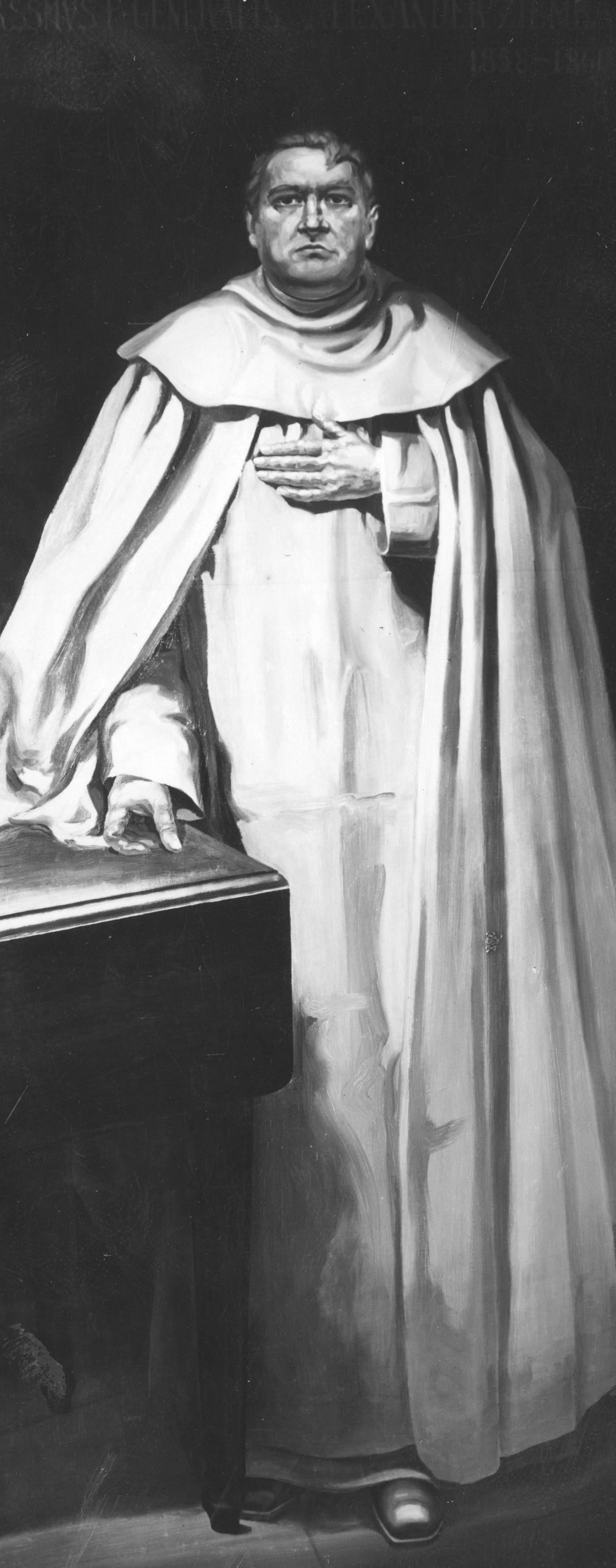
O. Aleksander Zięba, progenerał paulinów (1854–1860) na obrazie pędzla Aleksandra Borawskiego

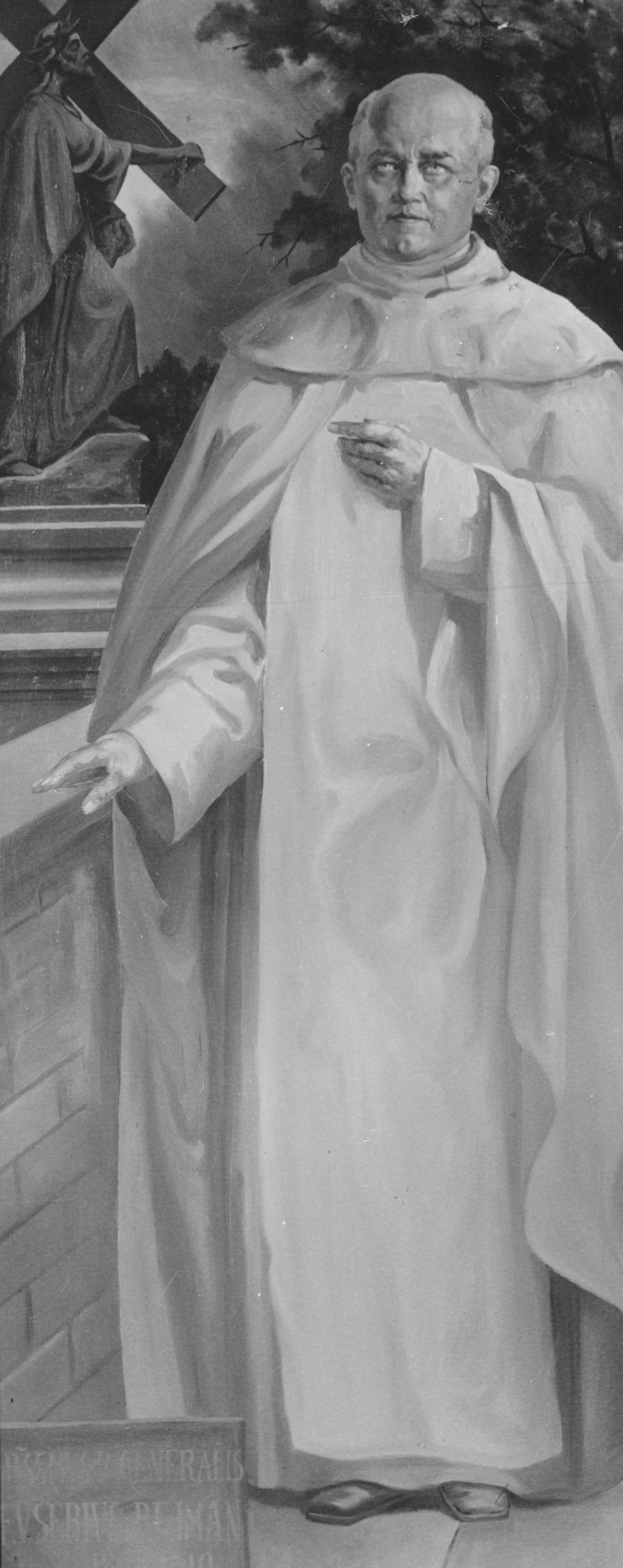
O. Euzebiusz Rejman, generał paulinów (1903–1910) na obrazie pędzla Aleksandra Borawskiego

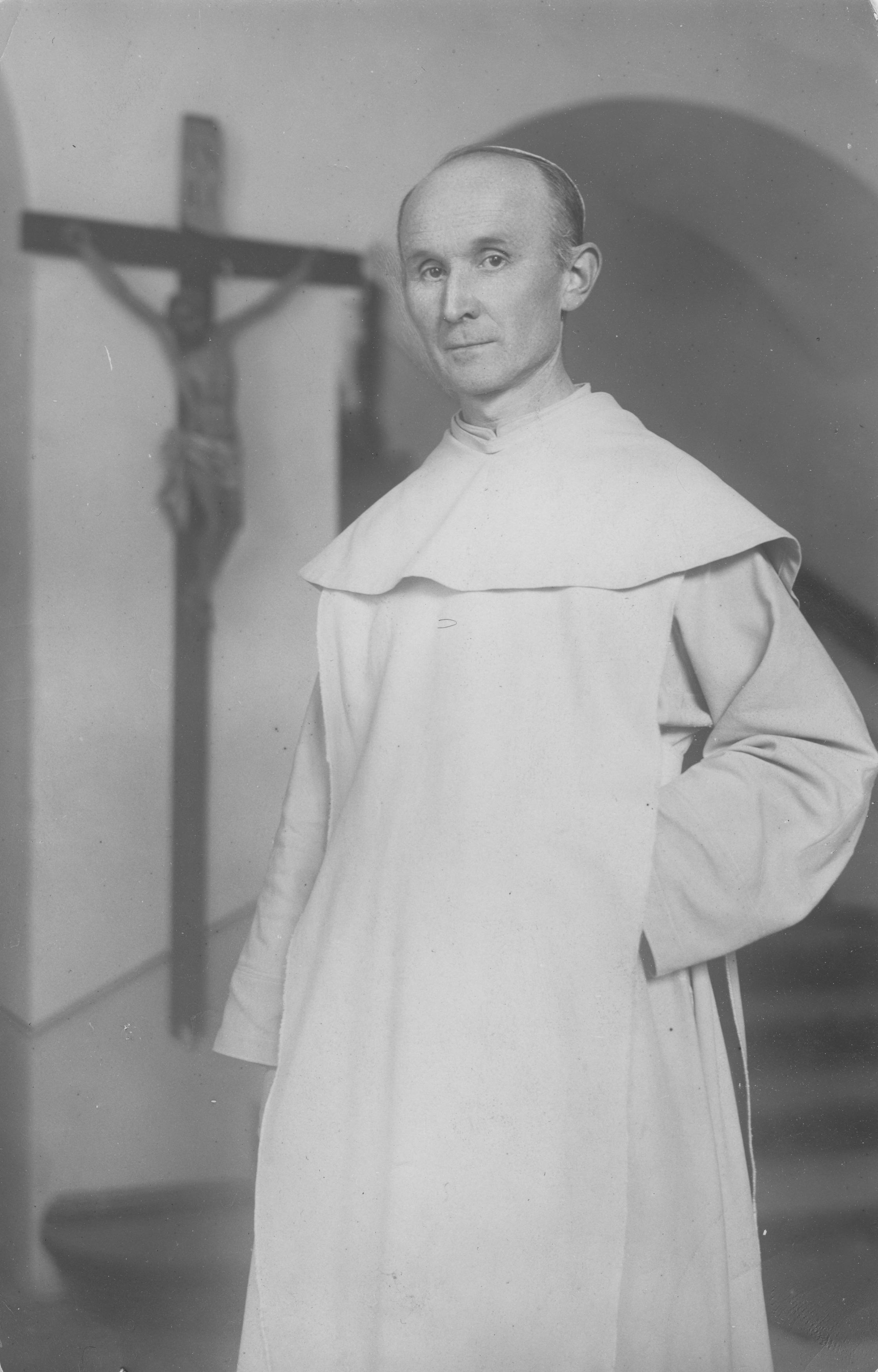
O. Piotr Markiewicz, generał paulinów (1920–1931) i (1946–1952)

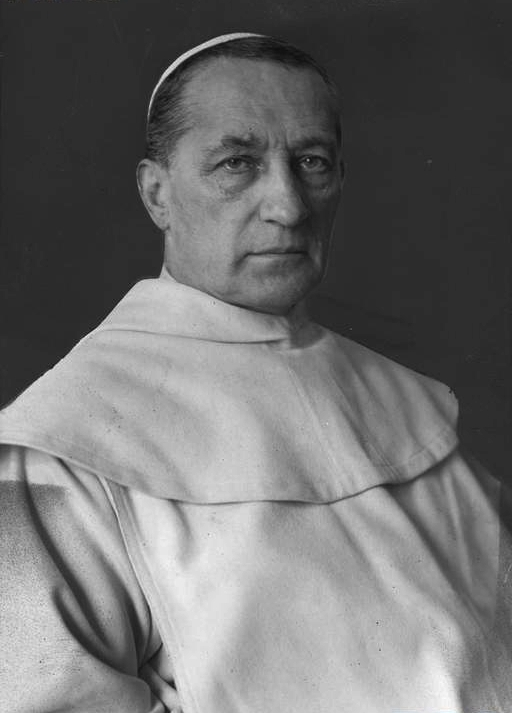
O. Pius Przeździecki, generał paulinów (1931–1942)

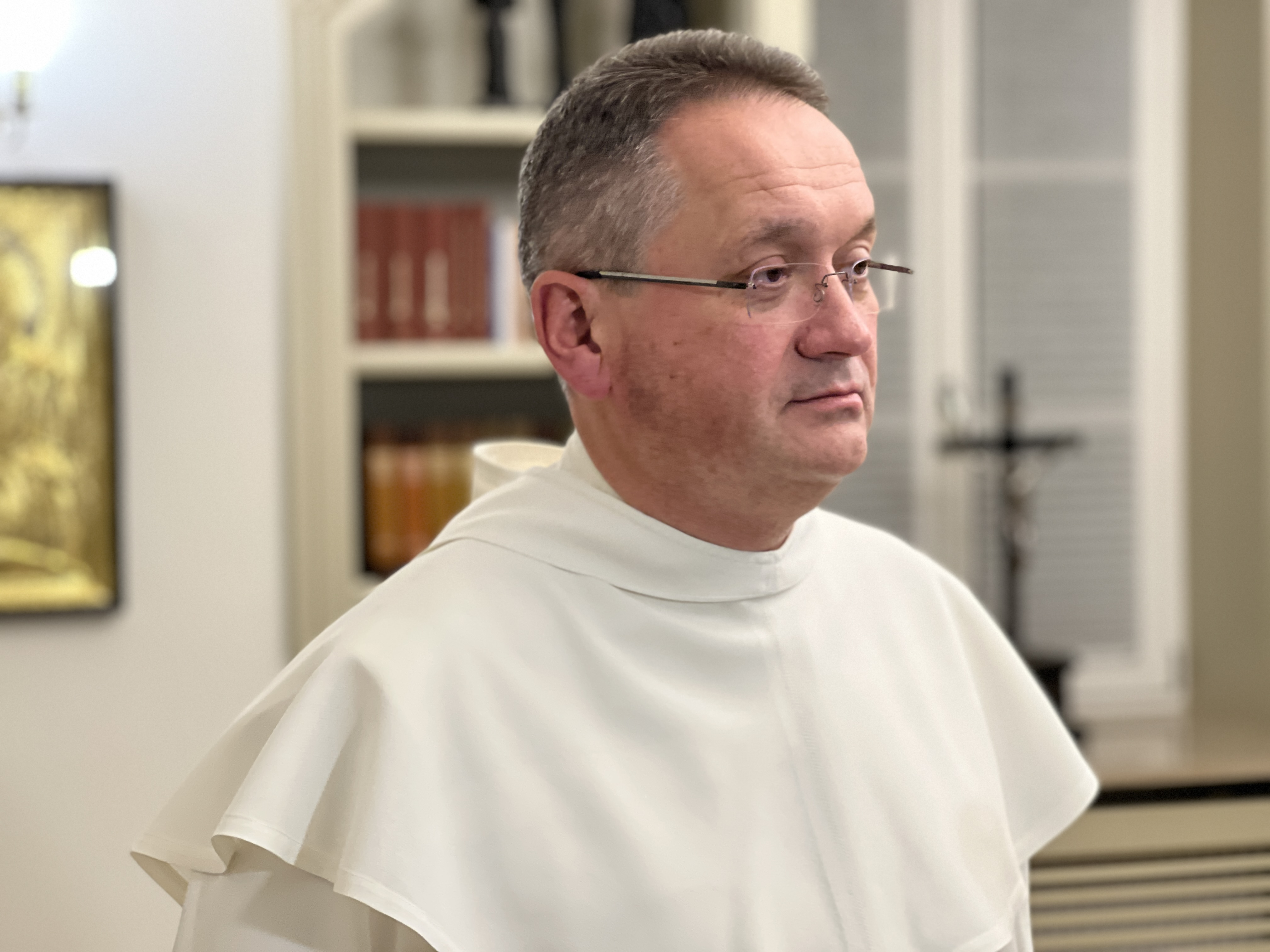
O. Arnold Chrapkowski, generał paulinów od 2014

| Pierwsi prowicjałowie paulinów                                                              |                                                      |                                        |                             |
| Lp.                                                                                         | Okres                                                | Prowincjał                             | Prowincjał                  |
| 1                                                                                           | 1250 – 20 stycznia 1270(dts) †                       | bł. Euzebiusz z Ostrzyhomia            | bł. Euzebiusz z Ostrzyhomia |
| 2                                                                                           | 1270–1290 †                                          | o. Benedykt                            | o. Benedykt                 |
| 3                                                                                           | 1290–1300 †                                          | o. Stefan                              | o. Stefan                   |
| 4                                                                                           | 1300–1319                                            | o. Wawrzyniec Ostrogoński              | o. Wawrzyniec Ostrogoński   |
| Generałowie paulinów                                                                        |                                                      |                                        |                             |
| Lp.                                                                                         | Okres                                                | Generał                                | №                           |
| 1                                                                                           | 1319–1325 †                                          | o. Wawrzyniec Ostrogoński              | 1°                          |
| 2                                                                                           | 1325 – 8 grudnia 1330(dts)                           | o. Stefan                              | 2°                          |
| 3                                                                                           | 1330–1335                                            | o. Mikołaj I „Theutonicus”             | 3°                          |
| 4                                                                                           | 1336–1340                                            | o. Piotr I                             | 4°                          |
| 5                                                                                           | 1340–1345 †                                          | o. Mikołaj I „Theutonicus”             |                             |
| 6                                                                                           | 1345–1351 †                                          | o. Piotr I                             |                             |
| 7                                                                                           | 1351–1354                                            | o. Piotr II                            | 5°                          |
| 8                                                                                           | 1354–1361 †                                          | o. Mikołaj II                          | 6°                          |
| 9                                                                                           | 1362–1367                                            | o. Trystian                            | 7°                          |
| 10                                                                                          | 1367–1369 †                                          | o. Piotr III                           | 8°                          |
| 11                                                                                          | 1369–1371                                            | o. Trystian                            |                             |
| 12                                                                                          | 1371–1374                                            | o. Andrzej I                           | 9°                          |
| 13                                                                                          | 1374–1377                                            | o. Piotr IV                            | 10°                         |
| 14                                                                                          | 1377–1381 †                                          | o. Tomasz I                            | 11°                         |
| 15                                                                                          | 1381–1392 †                                          | o. Mikołaj III                         | 12°                         |
| 16                                                                                          | 1393–1410                                            | o. Jerzy de Ethee                      | 13°                         |
| 17                                                                                          | 1410–1412                                            | o. Władysław I                         | 14°                         |
| 18                                                                                          | 1412–1417 †                                          | o. Jerzy de Ethee                      |                             |
| 19                                                                                          | 1417–1428 †                                          | o. Piotr V                             | 15°                         |
| 20                                                                                          | 1428–1431 †                                          | o. Łukasz                              | 16°                         |
| 21                                                                                          | 1431–1434                                            | o. Franciszek „Pobożny”                | 17°                         |
| 22                                                                                          | 1434–1441 †                                          | o. Benedykt I                          | 18°                         |
| 23                                                                                          | 1441–1444                                            | o. Marcin                              | 19°                         |
| 24                                                                                          | 1444–1448                                            | o. Brykcjusz                           | 20°                         |
| 25                                                                                          | 1448–1452                                            | o. Stefan II „Znakomity”               | 21°                         |
| 26                                                                                          | 1452–1456                                            | o. Stefan III „Świder”, „Furo”         | 22°                         |
| 27                                                                                          | 1456–1459 †                                          | o. Wincenty Fekete                     | 23°                         |
| 28                                                                                          | 1459–1460 †                                          | o. Andrzej II                          | 24°                         |
| 29                                                                                          | 1460–1463                                            | o. Jan Macer                           | 25°                         |
| 30                                                                                          | 1463–1468                                            | o. Andrzej III                         | 26°                         |
| 31                                                                                          | 1468–1472                                            | o. Piotr VI „Bonefili”                 | 27°                         |
| 32                                                                                          | 1472–1476                                            | o. Grzegorz I                          | 28°                         |
| 33                                                                                          | 1476–1480                                            | o. Tomasz II de Sabaria z Trnavy       | 29°                         |
| 34                                                                                          | 1480–1482 †                                          | o. Grzegorz I                          |                             |
| 35                                                                                          | 1482–1484 †                                          | o. Walenty Szegended                   | 30°                         |
| 36                                                                                          | 1484–1488 †                                          | o. Tomasz II de Sabaria z Trnavy       |                             |
| 37                                                                                          | 1488–1492                                            | o. Piotr VII de Zalonkemenyi           | 31°                         |
| 38                                                                                          | 1492–1496                                            | o. Benedykt II                         | 32°                         |
| 39                                                                                          | 1496–1500                                            | o. Stefan IV de Lórandhaza             | 33°                         |
| 40                                                                                          | 1500–1506 †                                          | o. Mikołaj IV „Sprawiedliwy”           | 34°                         |
| 41                                                                                          | 1506–1512                                            | o. Stefan IV de Lórandhaza             |                             |
| 42                                                                                          | 1512–1518                                            | o. Grzegorz II de Bal Szent-Miklos     | 35°                         |
| 43                                                                                          | 1518–1523                                            | o. Dominik                             | 36°                         |
| 44                                                                                          | 1523–1528                                            | o. Jan II de Zalonkemenyi              | 37°                         |
| 45                                                                                          | 1528–1532                                            | o. Grzegorz III Gyöngyösi              | 38°                         |
| 46                                                                                          | 1532–1533                                            | o. Jan III                             | 39°                         |
| 47                                                                                          | 1533–1540                                            | o. Walenty II                          | 40°                         |
| 48                                                                                          | 1540–1544 †                                          | o. Emeryk                              | 41°                         |
| 49                                                                                          | 1544–1551                                            | o. Franciszek                          | 42°                         |
| 50                                                                                          | 1551–1553 †                                          | o. Grzegorz IV                         | 43°                         |
| 51                                                                                          | 1553–1556                                            | o. Emeryk II Bakay                     | 44°                         |
| 52                                                                                          | 1556–1560 †                                          | o. Tomasz II Hatay-Nadat               | 45°                         |
| 53                                                                                          | 1560–1565                                            | o. Jerzy II Cerasinus                  | 46°                         |
| 54                                                                                          | 1565–1570 †                                          | o. Michał                              | 47°                         |
| 55                                                                                          | 1570–1576 †                                          | o. Piotr VIII                          | 48°                         |
| 56                                                                                          | 1576–1593 †                                          | o. Stefan V z Trnavy                   | 49°                         |
| 57                                                                                          | 1593–1611 †                                          | o. Szymon Bratulić                     | 50°                         |
| 58                                                                                          | 1611–1628                                            | o. Jan IV Zaić                         | 51°                         |
| 59                                                                                          | 1628 – 27 października 1629(dts) †                   | o. Rudolf Biel                         | 52°                         |
| 60                                                                                          | 1632 – 2 lutego 1636(dts) †                          | o. Marcin Gruszkowicz                  | 53°                         |
| 61                                                                                          | 1640–1644                                            | o. Mikołaj Staszewski                  | 54°                         |
| 62                                                                                          | 1644–1651                                            | o. Marcin Borković                     | 55°                         |
| 63                                                                                          | 1651–1657                                            | o. Paweł Ivanović                      | 56°                         |
| 64                                                                                          | 1657–1663                                            | o. Marcin Borković                     |                             |
| 65                                                                                          | 1663–1669                                            | o. Paweł Ivanović                      |                             |
| 66                                                                                          | 1669–1675                                            | o. Jan V Kéry                          | 57°                         |
| 67                                                                                          | 1675–1681                                            | o. Augustyn Benković                   | 58°                         |
| 68                                                                                          | 1681 – 1 października 1686(dts) †                    | o. Grzegorz V Bebery                   | 59°                         |
| 69                                                                                          | 1687 – 7 grudnia 1689(dts) †                         | o. Rafał Michalski                     | 60°                         |
| 70                                                                                          | 1690–1695                                            | o. Ludwik Barilović                    | 61°                         |
| 71                                                                                          | 1696–1701                                            | o. Kacper Malecić                      | 62°                         |
| 72                                                                                          | 1702–1708                                            | o. Emeryk III Esterhàzy hr. de Galanta | 63°                         |
| 73                                                                                          | 1709–1712 †                                          | o. Ludwik Barilović                    |                             |
| 74                                                                                          | 1715–1721                                            | o. Jan Kristoloveć                     | 64°                         |
| 75                                                                                          | 1721–1727                                            | o. Chryzostom Koźbiałowicz             | 65°                         |
| 76                                                                                          | 1727–1733                                            | o. Stefan Demsić                       | 66°                         |
| 77                                                                                          | 1733–1739                                            | o. Chryzostom Koźbiałowicz             |                             |
| 78                                                                                          | 1739 – 4 lipca 1745(dts) †                           | o. Andrzej IV Mušar                    | 67°                         |
| 79                                                                                          | 1745–1748 †                                          | o. Stefan Ordődy                       | 68°                         |
| 80                                                                                          | 1751 – 9 maja 1753(dts) †                            | o. Mateusz Ittinger                    | 69°                         |
| 81                                                                                          | 1754–1760                                            | o. Franciszek III Ròsa                 | 70°                         |
| 82                                                                                          | 1760 – 27 kwietnia 1761(dts) †                       | o. Jerzy Lőderer                       | 71°                         |
| 83                                                                                          | 1763–1769                                            | o. Gerard Tomassić                     | 72°                         |
| 84                                                                                          | 1769–1776                                            | o. Paweł Esterhàzy                     | 73°                         |
| 85                                                                                          | 1776–1778                                            | o. Karol Ordődy                        | 74°                         |
| Wizytatorzy generalni (progenerałowie) lub wikariusze generalni polskiej prowincji paulinów |                                                      |                                        |                             |
| Lp.                                                                                         | Okres                                                | Progenerał                             | Progenerał                  |
| 1                                                                                           | 25 maja 1785(dts) – 2 lutego 1788(dts)               | o. dr Chryzostom Lubojeński            | o. dr Chryzostom Lubojeński |
| 2                                                                                           | 2 września 1788(dts) – 13 września 1795(dts)         | o. dr Sebastian Wichliński             | o. dr Sebastian Wichliński  |
| 3                                                                                           | 13 września 1795(dts) – 30 września 1801(dts)        | o. dr Marcin Jasiński                  | o. dr Marcin Jasiński       |
| 4                                                                                           | 30 września 1801(dts) – 23 września 1807(dts)        | o. dr Teodor Gruber                    | o. dr Teodor Gruber         |
| 5                                                                                           | 23 września 1807(dts) – 7 lutego 1814(dts)           | o. dr Mateusz Lubojeński               | o. dr Mateusz Lubojeński    |
| 6                                                                                           | 7 lutego 1814(dts) – 22 listopada 1819(dts)          | o. Hilarion Szuffranowicz              | o. Hilarion Szuffranowicz   |
| 7                                                                                           | 22 listopada 1819(dts) – 21 listopada 1825(dts)      | o. dr Eustachy Lachowicz               | o. dr Eustachy Lachowicz    |
| 8                                                                                           | 21 listopada 1825(dts) – 22 listopada 1831(dts)      | o. dr Jan Gółkowski                    | o. dr Jan Gółkowski         |
| 9                                                                                           | 22 listopada 1831(dts) – 3 marca 1833(dts)           | o. dr Teodor Fortuński                 | o. dr Teodor Fortuński      |
| 10                                                                                          | 14 lipca 1833(dts) – 23 września 1839(dts)           | o. dr Jan Gółkowski                    | o. dr Jan Gółkowski         |
| 11                                                                                          | 23 września 1839(dts) – 23 września 1845(dts)        | o. Filip Lipiński                      | o. Filip Lipiński           |
| 12                                                                                          | 23 września 1845(dts) – 27 czerwca 1848(dts)         | o. Filip Lipiński                      | o. Filip Lipiński           |
| 13                                                                                          | 25 września 1848(dts) – 23 października 1854(dts)    | o. dr Aleksy Cisowski                  | o. dr Aleksy Cisowski       |
| 14                                                                                          | 23 października 1854(dts) – 1 października 1860(dts) | o. dr Aleksander Zięba                 | o. dr Aleksander Zięba      |
| 15                                                                                          | 1 października 1860(dts) – 27 listopada 1864(dts)    | o. dr Mateusz Knefliński               | o. dr Mateusz Knefliński    |
| Generałowie paulinów                                                                        |                                                      |                                        |                             |
| Lp.                                                                                         | Okres                                                | Generał                                | №                           |
| 86                                                                                          | 1903 – grudzień 1910                                 | o. Euzebiusz Rejman                    | 75°                         |
| 87                                                                                          | 19 stycznia 1920(dts) – 14 października 1931(dts)    | o. dr Piotr Markiewicz                 | 76°                         |
| 88                                                                                          | 14 października 1931(dts) – 3 maja 1937(dts)         | o. Pius Przeździecki                   | 77°                         |
| 89                                                                                          | 4 maja 1937(dts) – 2 października 1942(dts) †        | o. Pius Przeździecki                   |                             |
| 90                                                                                          | 12 stycznia 1946(dts) – 23 maja 1952(dts)            | o. dr Piotr Markiewicz                 |                             |
| 91                                                                                          | 23 maja 1952(dts) – 25 kwietnia 1957(dts)            | o. Alojzy Wrzalik                      | 78°                         |
| 92                                                                                          | 29 lipca 1957(dts) – 13 lipca 1963(dts)              | o. Ludwik Nowak                        | 79°                         |
| 93                                                                                          | 23 lipca 1963(dts) – 17 maja 1969(dts)               | o. dr Jerzy Tomziński                  | 80°                         |
| 94                                                                                          | 18 maja 1969(dts) – 13 czerwca 1975(dts)             | o. dr Jerzy Tomziński                  |                             |
| 95                                                                                          | 13 czerwca 1975(dts) – 28 marca 1978(dts)            | o. Grzegorz Kotnis                     | 81°                         |
| 96                                                                                          | 28 marca 1978(dts) – 1984                            | o. dr Józef Płatek                     | 82°                         |
| 97                                                                                          | 1984 – 29 marca 1990(dts)                            | o. dr Józef Płatek                     |                             |
| 98                                                                                          | 30 marca 1990(dts) – 15 marca 1996(dts)              | o. Jan Nalaskowski                     | 83°                         |
| 99                                                                                          | 16 marca 1996(dts) – 5 marca 2002(dts)               | o. Stanisław Turek                     | 84°                         |
| 100                                                                                         | 9 marca 2002(dts) – 18 lutego 2008(dts)              | o. Izydor Matuszewski                  | 85°                         |
| 101                                                                                         | 18 lutego 2008(dts) – 6 marca 2014(dts)              | o. Izydor Matuszewski                  |                             |
| 102                                                                                         | 6 marca 2014(dts) – 4 marca 2020(dts)                | o. dr Arnold Chrapkowski               | 86°                         |
| 103                                                                                         | 4 marca 2020(dts) –                                  | o. dr Arnold Chrapkowski               |                             |